# Zé Castro
José Eduardo Rosa Vale Castro, conhecido no mundo do futebol como Zé Castro (Coimbra, 13 de Janeiro de 1983), é um futebolista português que joga habitualmente a defesa central.

## Carreira

### Académica de Coimbra
Tendo feito toda a formação na Académica, Zé Castro assume, nas épocas 2004/2005 e  2005/2006 papel preponderante na equipa principal do clube, sendo mesmo capitão de equipa, apesar da sua juventude.
Acabada a época 2005/2006 teve ofertas de vários clubes europeus (Celtic FC, Tottenham Hotspur, e Bayern Munich).
A sua saída do clube conimbricense ficou, no entanto, envolta em polémica depois de expirado o contrato dao que a Académica, via o seu Presidente na altura,José Eduardo Simões, não ter proposto a sua renovação
Quer a Associação Académica de Coimbra quer Zé Castro trocaram acusações através da comunicação social.  O jovem defesa central português ameaçou, inclusivamente a Direcção da Académica com processo judicial por, na sua opinião, Simões faltar à verdade. José Eduardo Simões, presidente do Organismo Autónomo, exclamou, em Assembleia Geral, que "Zé Castro não quis renovar com a Académica, por querer ser o atleta mais bem pago do clube", facto prontamente desmentido pelo jogador.
Regressou à Académica em Agosto de 2017, sob nova Direcção,Presidida por Pedro Roxo, com o objectivo de ajudar a equipa a subir à 1 Liga.

### Atlético Madrid
No final da época 2005/2006 assinou pelo Atlético Madrid, e impôs a sua qualidade, jogando quase a totalidade dos jogos e relegando para o banco, internacionais como Perea ou Pablo (Espanha e Colombia), chegando a marcar dois golos.

### Deportivo de La Coruña
Pelos poucos jogos que efectuou pelo Atlético Madrid, na época 2007/2008, Zé Castro manifestou o desejo se sair do clube. A 7 de Julho de 2008 foi anunciado oficialmente como reforço do Deportivo de La Coruña, por empréstimo do Atlético Madrid.
Foi adquirido pelo Deportvo da Coruña ao Atlético de Madrid, em 2009 pelo valor de 2 milhões de €.

### Selecção nacional
Desde muito cedo Zé Castro jogou com regularidade nas camadas jovens da selecção. Fez a sua estreia na Selecção Principal em Junho de 2009, num jogo particular com Seleção Estoniana de Futebol.
A 10 de Maio de 2010, e com apenas uma internacionalização pela Selecção, foi integrado na lista de 24 jogadores para representar a Selecção das Quinas no Campeonato do Mundo de 2010.